# Summerwind
La Mansión Summerwind, conocida antiguamente como Mansión Lamont, era el nombre de una antigua mansión victoriana, localizada en el norte de Wisconsin, Estados Unidos. Fue construida a principios del siglo XX, y reducida a escombros debido al impacto de un rayo en junio de 1988. Tiene la reputación de ser unos de los lugares más embrujados en Wisconsin.

## Historia

### Origen
La mansión fue erigida primeramente como una cabaña de pesca. En 1916, el entonces futuro Secretario de Comercio de los Estados Unidos, Robert P. Lamont, la adquirió para utilizarla como casa de verano y refugio de las presiones de su trabajo en Washington D. C. El plan de Lamont era renovarla y convertirla en mansión, para lo que empleó arquitectos de Chicago. El proceso demoró dos años y significó la reconstrucción de virtualmente todo el lugar desde cero.
El matrimonio permaneció en Summerwind por alrededor de 15 años, durante los cuales los sirvientes se quejaron constantemente de que la casa estaba embrujada. Lamont no les creyó, argumentando que la construcción era demasiado nueva. Sin embargo, una noche de principios del decenio de 1930, el matrimonio tuvo un encuentro con una aparición en la cocina y abandonaron súbitamente la mansión.

### 1940-1960
La propiedad fue comprada por la familia Keefer, que mantuvo la casa pero nunca vivieron en ella de forma permanente. Algunos especulan que la transacción se realizó en 1948, después de la muerte de Lamont, y otros la colocan en 1941, antes del deceso. Una vez muerto el señor Keefer, su viuda subdividió la tierra y la vendió por partes. Sin embargo, la parcela en la que se hallaba la mansión le rebotó a la señora Keefer varias veces en el transcurso de los siguientes años, luego de que varios compradores sufrieran dificultades económicas y no pudieran abonar los pagos. En este período no se registró ningún hecho paranormal aunque los compradores mostraron malestar en el lugar, por lo que permaneció deshabitado.

### 1969 en adelante
Tras casi cuatro décadas de abandono, a mediados de 1969, la familia Hinshaw se mudó a la mansión. Al cabo de poco tiempo, reportaron una serie de sucesos extraños: sombras que rondaban por los pasillos, susurros que se detenían cuando entraban a una habitación, inexplicables problemas electromecánicos que se solucionaban por sí solos, así como ventanas que se abrían solas. También afirmaron haber visto el fantasma de una mujer desconocida en el comedor. Después de experimentar dificultades para conseguir trabajadores que quisieran hacerse cargo de la renovación de Summerwind, los Hinshaw decidieron renovarla por su cuenta.
Arnold, por su parte, sufrió un cambio radical en su personalidad. comenzó a vagar por la mansión y quedarse toda la noche tocando el órgano Hammond de una manera lúgubre y demoníaca, alegando que voces en su cabeza le ordenaban hacerlo. Se quedaba parado en la habitación principal mirando por la ventana durante horas y se volvió cada vez más temperamental. Una noche, el mapache que la familia tenía como mascota desapareció y Arnold quiso obligarlos a buscarlo por el bosque cuando en realidad él lo había matado. Desesperada, su esposa llegó a intentar suicidarse. El invierno hizo más dura la vida en Summerwind. La locura de Arnold le hizo perder su trabajo y, por ende, los ingresos. La electricidad y el gas fueron cortados, obligando a la familia a acomodarse en la sala de estar y quemar los muebles para calentarse.
Ginger y su esposo se separaron a principios de 1970. Ella se mudó con sus padres a Granton, en tanto que Arnold fue ingresado en un hospital mental. La propiedad, una vez más, volvió a manos de la señora Keefer.
Años después, el padre de Ginger, Raymond Bober, anunció planes para comprar Summerwind y convertirla en un restaurante con la ayuda de su esposa Mary y su hijo Karl, veterano de Vietnam. Los intentos de Bober por renovar la casa sufrieron las mismas dificultades que los Hinshaw. Bober hijo y Karl, que viajaron a la casa con el fin de organizar el trabajo y las estimaciones de control de plagas, también informaron de unos desconcertantes eventos, incluyendo voces y una aparente reconstrucción histórica sobrenatural del presunto incidente ocurrido en los años 30.
Los trabajadores también mostraron incomodidad y se quejaron de la falta de herramientas y otros eventos. Al intentar dibujar planos, las dimensiones de la casa cambiaban. Las fotografías tomadas mostraban la misma habitación individual con diferentes tamaños incluso habiendo sido tomadas con segundos de diferencia, o en ellas aparecían muebles que estaban en la habitación cuando los Hinshaw había vivido allí, pero que se habían quitado hacía ya mucho tiempo. Para 1979, después de experimentar varios incidentes aparentemente sobrenaturales, así como una serie de dificultades convencionales, Bober abandonó sus planes de convertir Summerwind. La parcela rebotó una vez más a la señora Keefer. Bober documentó sus experiencias en la mansión y las publicó en ese año, bajo el seudónimo de «Wolffgang Von Bober».
Luego de que Bober entregara la parcela, fue vendida una vez más, solo para recaer una vez más en la señora Keefer. En 1985, la ciudad de Land O' Lakes intentó hacer demoler la mansión. La policía argumentó que era un punto de reunión para jóvenes que robaban y dañaban propiedades cercanas. En 1986 fue adquirida por un grupo de tres inversionistas y más tarde por una familia canadiense, que hasta el día de hoy es la actual propietaria de las tierras.
En la noche de 19 de junio de 1988, Summerwind recibió varios impactos de rayo y se incendió por completo. A día de hoy sólo quedan las chimeneas, los cimientos y la escalera de piedra.

## En la cultura popular
El caso de la familia Hinshaw es relatado en el documental de Discovery Channel, Historias de Ultratumba.